# Casale Tarani

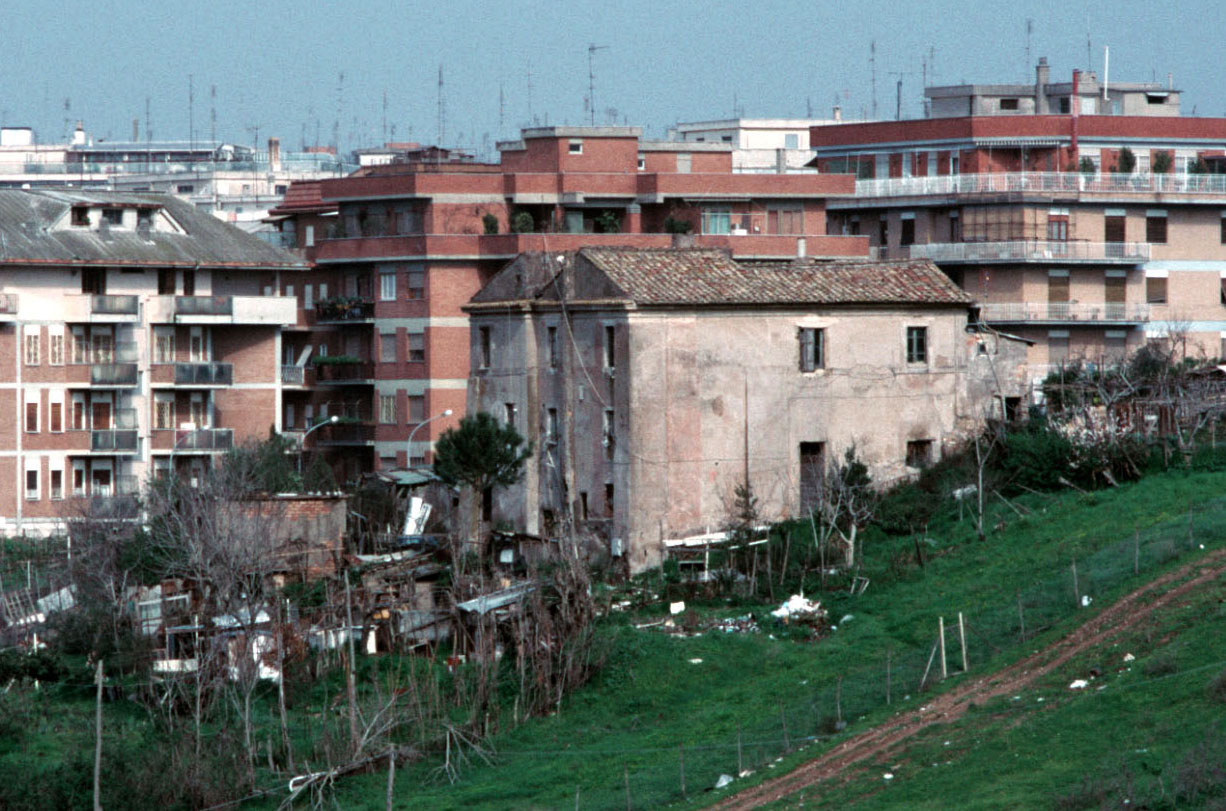
Vista do Casale Tarani com as edificações do modernos quartiere Appio-Latino ao fundo.

Casale Tarani é uma antiga casa de campo localizada no Valle della Caffarella, no quartiere Appio-Latino de Roma. Trata-se de um edifício do século XVII de uso rural. No centro da fachada principal, em grande evidência, está um brasão da família Torlonia, proprietária do valle desde 1816; seu último habitante foi o marquês Alessandro Gerini Torlonia, morto em 1994.